# Speicher Burghammer
Der Speicher Burghammer oder Bernsteinsee (obersorbisch Jantarowy jězor) ist ein See südlich von Burghammer bei Hoyerswerda in der Oberlausitz (Sachsen). Es handelt sich um das Restloch des ausgekohlten Tagebaus Burghammer, das von Juli 1997 bis 2006 geflutet wurde. Der See hat die Funktion eines wasserwirtschaftlichen Speicherbeckens.
Der See steht mit dem Speicherbecken Lohsa II und weiteren Seen in Verbindung. Der Zulauf kommt aus Lohsa II, das Wasser läuft in die Kleine Spree ab.

## Daten
- Tagebaurestloch
- Speicherraum: 36 Mio. m³
- Nutzraum: zwischen 4 und 6 Mio. m³
- Höhe der Wasseroberfläche im Endzustand: 109,0 m ü. NN
- Höhe der Wasseroberfläche im Hochwasserentlastungsfall 109,8 m ü NN (oberkante Ablaufanlage 109,5 m ü NN + ca. 30 cm Überfallhöhe)
- Höhe der Wasseroberfläche Abgelassen 107,2 m ü NN (nachgeschaltetes Wehr 107,0 m ü NN)
- Wasseroberfläche: 445 ha = 4,45 km²

Zum Speicherraum, zum Nutzraum und zur Wasseroberfläche gibt es auch abweichende Angaben.
Der Bernsteinsee ist Bestandteil des Lausitzer Seenlandes und soll zur Freizeiterholung genutzt werden. Das Betreten der Ufer und die Benutzung des Sees ist wegen möglicher Rutschungen verboten. Nach der noch zu erfolgenden Uferverdichtung soll er dem sanften Tourismus dienen. Geplant sind zwei lokale Strandbereiche in der Nähe von Burghammer und Burg mit Liegewiesen, Sanitäranlagen, Bootsanlegestellen, Sportanlagen sowie Gastronomiebetrieben. Wassersport soll Seglern und Ruderern vorbehalten sein, Motorboote werden nicht zugelassen werden.